# 北山啓三
北山 啓三（きたやま けいぞう、1947年 <昭和22年> - ）は、日本の地方公務員。大阪市都市整備局長、大阪市住まい公社理事長、大阪市副市長を歴任。

## 経歴
1947年生まれ、和歌山県出身。京都大学工学部建築学科卒業、同大学院修了。1973年4月、大阪市役所に入庁し、新婚家賃補助制度や生野区南部地区密集市街地整備事業を手掛けた。1993年 (平成5年) に創設された国の「街なみ環境整備事業制度」を活用して、1999年度に平野郷地区でHOPEゾーン事業をスタートし、その後、住吉大社周辺地区、空堀地区、船場地区、天満地区、田邊地区に展開。住宅政策課長、住宅局長、都市整備局長、2008年 大阪市住まい公社理事長。2009年2月　平松邦夫大阪市長から副市長に任命されたが、2011年大阪市長選挙で平松が前大阪府知事の橋下徹に敗れたことに伴い、同年12月 平松の任期満了と同日に森下曉とともに副市長を辞職。その後積水化学工業環境・ライフラインカンパニー顧問。

## 著作
- 「都市住宅学の今後の課題――設立25年を踏まえて」（都市住宅学）[2]
- 「未来へ手渡すHousing Policy 大阪住宅・まちづくり政策史」[1]